# Panthera leo senegalensis
El león de África occidental (Panthera leo senegalensis) es una subespecie de león, un mamífero carnívoro de la familia Felidae. Habita desde Senegal hasta Nigeria y se encuentra en serio peligro de extinción.

## Descripción
Se trata de una subespecie de tamaño mediano, los machos tienen una longitud, incluyendo la cola, de entre 2.90 y 2.97 m y un peso de entre 175 y 210 kg. Se sabe muy poco sobre su comportamiento, sin embargo, se dice que estos leones suelen ser tímidos.[cita requerida]

## Taxonomía
Aunque existe una falta de consenso en cuanto al número de subespecies del león, el león de África occidental es considerada con frecuencia una subespecie válida. Su posición como una subespecie, junto a la de P. l. persica, P. l. nubica y P. l. krugeri, ha sido confirmada en 2015 por estudios realizados con marcadores autosómicos y ADN mitocondrial.
Por otro lado, la Unión Internacional para la Conservación de la Naturaleza considera provisionalmente dos subespecies: Panthera leo leo, que agrupa al león asiático, del África occidental, central y a las ya desaparecidas poblaciones del león del Atlas. La otra subespecie es Panthera leo melanochaita que agrupa a los leones del África oriental y meridional.

## Conservación
La situación taxonómica de las subespecies del león representan un grave problema para la conservación. De esta forma, la Unión Internacional para la Conservación de la Naturaleza aunque no considera esta subespecie, considera a la subpoblación de África occidental como «en peligro crítico».
De acuerdo con Henschel et al. (2014), esta subespecie se encuentra en peligro crítico con unos 400 ejemplares de los cuales alrededor de 250 son adultos, y "ausente" en Ghana, donde en los últimos 20 años se contabilizaron pocas decenas de animales.